# Рилово (Калінінський район)
Рилово (рос. Рылово) — присілок в Калінінському районі Тверської області Російської Федерації.
Населення становить 60 осіб. Входить до складу муніципального утворення Михайловське сільське поселення.

## Історія
Від 2005 року входить до складу муніципального утворення Михайловське сільське поселення.

## Населення
| 2010 |
| ---- |
| 60   |